# Lillegöl (Vena socken, Småland)
Lillegöl är en sjö i Hultsfreds kommun i Småland och ingår i Viråns huvudavrinningsområde.